# Antapistis
Antapistis is een geslacht van vlinders van de familie spinneruilen (Erebidae), uit de onderfamilie Catocalinae.

## Soorten
- A. albocostata Butler, 1879
- A. baccata Schaus, 1914
- A. holophaea Hampson, 1926
- A. lateritia Dognin, 1912
- A. leucospila Walker, 1865
- A. mixtalis Hübner, 1825
- A. pallida Butler, 1879
- A. phoenicistes Hampson, 1926